# Malhada dos Bois
Malhada dos Bois är en kommun i Brasilien.   Den ligger i delstaten Sergipe, i den östra delen av landet, 1 300 km nordost om huvudstaden Brasília. Antalet invånare är 3 461.
Omgivningarna runt Malhada dos Bois är huvudsakligen savann. Runt Malhada dos Bois är det ganska glesbefolkat, med 32 invånare per kvadratkilometer.